# Associazione Calcio Cesena 1983-1984
Questa voce raccoglie le informazioni riguardanti l'Associazione Calcio Cesena nelle competizioni ufficiali della stagione 1983-1984.

## Stagione
Dopo la retrocessione dalla massima serie, per la stagione 1983-1984 il Cesena ha affidato a Giuseppe Marchioro le speranze di una pronta risalita. Ma come a volte capita, invece di lottare per la promozione ha dovuto combattere per salvare la categoria. Chiuso con 20 punti il girone di andata, alle spalle delle migliori, nel girone di ritorno ha raccolto solo 15 punti, salvandosi con un solo punto di vantaggio sulle retrocesse Palermo e Pistoiese. A metà dicembre, dopo la sconfitta (2-0) di Lecce, è stato esonerato Marchioro e sostituito da Sandro Tiberi, senza che si modificasse il rendimento della squadra bianconera.
In Coppa Italia il Cesena vince nel campionato il proprio girone di qualificazione, sopravanzando l'Avellino ed eliminando l'Inter. Poi a febbraio, negli ottavi di finale, la squadra romagnola viene estromessa nel doppio confronto con la Fiorentina.
Con 10 reti all'attivo il miglior marcatore romagnolo è stato l'abruzzese Augusto Gabriele. 

## Divise e sponsor
Lo sponsor tecnico per la stagione 1983-1984 fu adidas, mentre lo sponsor ufficiale fu F.lli Dieci.
| Casa | Trasferta |

## Rosa
| N. |                   | Ruolo | Calciatore           |
| -- | ----------------- | ----- | -------------------- |
|    | Italia (bandiera) | A     | Massimo Agostini     |
|    | Italia (bandiera) | C     | Giuseppe Angelini    |
|    | Italia (bandiera) | D     | Daniele Arrigoni     |
|    | Italia (bandiera) | C     | Roberto Barozzi      |
|    | Italia (bandiera) | A     | Alessandro Bonesso   |
|    | Italia (bandiera) | C     | Ruben Buriani        |
|    | Italia (bandiera) | D     | Giampiero Ceccarelli |
|    | Italia (bandiera) | D     | Daniele Conti        |
|    | Italia (bandiera) | D     | Roberto Cravero      |
|    | Italia (bandiera) | D     | Fabio Cucchi         |

| N. |                   | Ruolo | Calciatore            |
| -- | ----------------- | ----- | --------------------- |
|    | Italia (bandiera) | D     | Agatino Cuttone       |
|    | Italia (bandiera) | C     | Augusto Gabriele      |
|    | Italia (bandiera) | A     | Oliviero Garlini      |
|    | Italia (bandiera) | C     | Antonio Genzano       |
|    | Italia (bandiera) | C     | Gianluca Leoni        |
|    | Italia (bandiera) | D     | Giovanni Mei          |
|    | Italia (bandiera) | C     | Adriano Piraccini     |
|    | Italia (bandiera) | P     | Michelangelo Rampulla |
|    | Italia (bandiera) | C     | Dario Sanguin         |
|    | Italia (bandiera) | D     | Domenico Stallone     |
|    | Italia (bandiera) | A     | Marco Nappi           |

## Calciomercato
| Acquisti         | Acquisti              | Acquisti  | Acquisti   |
| R.               | Nome                  | da        | Modalità   |
| ---------------- | --------------------- | --------- | ---------- |
| C                | Dario Sanguin         | Perugia   | definitivo |
| A                | Alessandro Bonesso    | Torino    | definitivo |
| C                | Roberto Barozzi       | Catania   | definitivo |
| D                | Agatino Cuttone       | Catanzaro | definitivo |
| P                | Michelangelo Rampulla | Varese    | definitivo |
| D                | Roberto Cravero       | Torino    | prestito   |
| Altre operazioni |                       |           |            |
| R.               | Nome                  | da        | Modalità   |
| D                | Domenico Stallone     | Ascoli    | definitivo |

| Cessioni         | Cessioni          | Cessioni     | Cessioni      |
| R.               | Nome              | a            | Modalità      |
| ---------------- | ----------------- | ------------ | ------------- |
| A                | Walter Schachner  | Torino       | definitivo    |
| P                | Angelo Recchi     | Inter        | definitivo    |
| C                | Roberto Filippi   | L.R. Vicenza | definitivo    |
| D                | Corrado Benedetti | Perugia      | definitivo    |
| C                | Adelio Moro       | Atalanta     | definitivo    |
| D                | Giancarlo Oddi    | Lodigiani    | definitivo    |
| Altre operazioni |                   |              |               |
| R.               | Nome              | a            | Modalità      |
| C                | Fabrizio Mastini  | Francavilla  | definitivo    |
| A                | Marco Rossi       | Francavilla  | definitivo    |
| P                | Stefano Dadina    | Forlì        | definitivo    |
| D                | Gabriele Morganti | L.R. Vicenza | definitivo    |
| D                | Gianluca Righetti | Varese       | definitivo    |
| D                | Fabio Lupo        | Francavilla  | fine prestito |

## Risultati

### Serie B

#### Girone di andata
| Arbitro: | Facchin (Udine) |

|              |           |  |
| Gabriele 60’ | Marcatori |  |

| Arbitro: | Angelelli (Terni) |

|                                 |           |             |
| Polenta 42’ (rig.) Cozzella 65’ | Marcatori | 21’ Sanguin |

| Arbitro: | Esposito (Torre del Greco) |

|                               |           |               |
| Gabriele 25’, 45’ Barozzi 82’ | Marcatori | 36’ Peroncini |

| Arbitro: | Pezzella (Frattamaggiore) |

|             |           |             |
| Pacione 60’ | Marcatori | 46’ Sanguin |

| Arbitro: | Benedetti (Roma) |

|                         |           |  |
| Cuttone 34’ Sanguin 88’ | Marcatori |  |

| Arbitro: | Lanese (Messina) |

|                          |           |             |
| Scorrano Tacchi 39’, 41’ | Marcatori | 71’ Garlini |

| San Benedetto del Tronto 23 ottobre 1983 7ª giornata | Sambenedettese     | 0 – 0 referto | Cesena | Stadio Fratelli Ballarin\| Arbitro: \| De Marchi (Novara) \| |
| Arbitro:                                             | De Marchi (Novara) |               |        |                                                              |

| Cesena 30 ottobre 1983 8ª giornata | Cesena               | 0 – 0 referto | Cagliari | Stadio La Fiorita\| Arbitro: \| Polacco (Conegliano) \| |
| Arbitro:                           | Polacco (Conegliano) |               |          |                                                         |

| Arbitro: | Altobelli (Roma) |

|                                   |           |              |
| Urban 51’ Moscon 54’ Vagheggi 55’ | Marcatori | 58’ Agostini |

| Arbitro: | Redini (Pisa) |

|             |           |            |
| Garlini 44’ | Marcatori | 8’ Bencina |

| Arbitro: | Pezzella (Frattamaggiore) |

|             |           |  |
| Gabriele 4’ | Marcatori |  |

| Arbitro: | Bianciardi (Siena) |

|                         |           |  |
| Romano 20’ De Falco 62’ | Marcatori |  |

| Arbitro: | Facchin (Udine) |

|             |           |             |
| Bonesso 61’ | Marcatori | 88’ Todesco |

| Arbitro: | Esposito (Torre del Greco) |

|                      |           |  |
| Miceli 75’ Rizzo 88’ | Marcatori |  |

| Arbitro: | Lanese (Messina) |

|             |           |  |
| Barozzi 89’ | Marcatori |  |

| Arbitro: | Sguizzato (Verona) |

|                   |           |  |
| Traini 60’ (rig.) | Marcatori |  |

| Arbitro: | Lamorgese (Potenza) |

|                         |           |               |
| Buriani 16’ Cuttone 67’ | Marcatori | 21’ Montesano |

| Arbitro: | Pirandola (Lecce) |

|             |           |              |
| Dacroce 30’ | Marcatori | 82’ Arrigoni |

| Arbitro: | Polacco (Conegliano) |

|                         |           |  |
| Cravero 18’ Garlini 61’ | Marcatori |  |

#### Girone di ritorno
| Varese 29 gennaio 1984 20ª giornata | Varese             | 0 – 0 referto | Cesena | Stadio Franco Ossola\| Arbitro: \| Bianciardi (Siena) \| |
| Arbitro:                            | Bianciardi (Siena) |               |        |                                                          |

| Arbitro: | Angelelli (Terni) |

|                                 |           |  |
| Gabriele 10’ (rig.) Buriani 53’ | Marcatori |  |

| Arbitro: | Facchin (Udine) |

|           |           |  |
| Saini 26’ | Marcatori |  |

| Arbitro: | De Marchi (Novara) |

|  |           |           |
|  | Marcatori | 20’ Vella |

| Arbitro: | Bianciardi (Siena) |

|              |           |  |
| Pagliari 25’ | Marcatori |  |

| Arbitro: | Altobelli (Siena) |

|                     |           |              |
| Gabriele 50’ (rig.) | Marcatori | 90’ Trevisan |

| Arbitro: | Polacco (Conegliano) |

|              |           |  |
| Gabriele 10’ | Marcatori |  |

| Arbitro: | Da Pozzo (Monza) |

|         |           |  |
| Poli 9’ | Marcatori |  |

| Arbitro: | Sguizzato (Verona) |

|                          |           |  |
| Cravero 40’ Gabriele 49’ | Marcatori |  |

| Cremona 8 aprile 1984 29ª giornata | Cremonese      | 0 – 0 referto | Cesena | Stadio Giovanni Zini\| Arbitro: \| Leni (Perugia) \| |
| Arbitro:                           | Leni (Perugia) |               |        |                                                      |

| Arbitro: | Baldi (Roma) |

|                |           |  |
| Bivi 7’ (rig.) | Marcatori |  |

| Arbitro: | Magni (Bergamo) |

|                                |           |                        |
| Bonesso 1’ Gabriele 34’ (rig.) | Marcatori | 24’ Vailati 30’ Romano |

| Arbitro: | Polacco (Conegliano) |

|             |           |  |
| Todesco 30’ | Marcatori |  |

| Arbitro: | Ciulli (Roma) |

|                                 |           |                       |
| Gabriele 10’ (rig.) Sanguin 65’ | Marcatori | 82’ Rossi 82’ Luperto |

| Pistoia 13 maggio 1984 34ª giornata | Pistoiese        | 0 – 0 referto | Cesena | Stadio Comunale\| Arbitro: \| Lanese (Messina) \| |
| Arbitro:                            | Lanese (Messina) |               |        |                                                   |

| Arbitro: | Da Pozzo (Monza) |

|                              |           |                         |
| Leoni 25’ Zandonà 77’ (aut.) | Marcatori | 30’ Malisan 53’ Mangoni |

| Palermo 27 maggio 1984 36ª giornata | Palermo          | 0 – 0 referto | Cesena | Stadio La Favorita\| Arbitro: \| D'Elia (Salerno) \| |
| Arbitro:                            | D'Elia (Salerno) |               |        |                                                      |

| Cesena 3 giugno 1984 37ª giornata | Cesena          | 0 – 0 referto | Padova | Stadio La Fiorita\| Arbitro: \| Facchin (Udine) \| |
| Arbitro:                          | Facchin (Udine) |               |        |                                                    |

| Arbitro: | Casarin (Milano) |

|             |           |  |
| Cinello 78’ | Marcatori |  |

### Coppa Italia

#### Primo turno
| Arbitro: | Ciulli (Roma) |

|             |           |  |
| Bonesso 82’ | Marcatori |  |

| Arbitro: | Tubertini (Bologna) |

|            |           |             |
| Aselli 38’ | Marcatori | 44’ Cuttone |

| Arbitro: | Ongaro (Rovigo) |

|                                     |           |  |
| Gabriele 1’ Garlini 46’ Sanguin 70’ | Marcatori |  |

| San Benedetto del Tronto 31 agosto 1983 4ª giornata | Sambenedettese     | 0 – 0 referto | Cesena | Stadio Fratelli Ballarin\| Arbitro: \| Sguizzato (Verona) \| |
| Arbitro:                                            | Sguizzato (Verona) |               |        |                                                              |

| Arbitro: | Benedetti (Roma) |

|                 |           |             |
| Tagliaferri 34’ | Marcatori | 65’ Garlini |

#### Ottavi di finale
| Arbitro: | Longhi (Roma) |

|              |           |                      |
| Arrigoni 37’ | Marcatori | 16’ (rig.) Antognoni |

| Arbitro: | Pezzella (Frattamaggiore) |

|            |           |  |
| Pulici 55’ | Marcatori |  |

## Statistiche

### Statistiche di squadra
| Competizione | Punti | In casa | In casa | In casa | In casa | In casa | In casa | In trasferta | In trasferta | In trasferta | In trasferta | In trasferta | In trasferta | Totale | Totale | Totale | Totale | Totale | Totale | DR |
| Competizione | Punti | G       | V       | N       | P       | Gf      | Gs      | G            | V            | N            | P            | Gf           | Gs           | G      | V      | N      | P      | Gf     | Gs     | DR |
| ------------ | ----- | ------- | ------- | ------- | ------- | ------- | ------- | ------------ | ------------ | ------------ | ------------ | ------------ | ------------ | ------ | ------ | ------ | ------ | ------ | ------ | -- |
| Serie B      | 35    | 19      | 10      | 8       | 1       | 26      | 12      | 19           | 0            | 7            | 12           | 5            | 21           | 38     | 10     | 15     | 13     | 31     | 33     | -2 |
| Coppa Italia | 7     | 3       | 2       | 1       | 0       | 5       | 1       | 4            | 0            | 3            | 1            | 2            | 3            | 7      | 2      | 4      | 1      | 7      | 4      | +3 |
| Totale       | -     | 22      | 12      | 9       | 1       | 31      | 13      | 22           | 0            | 10           | 13           | 7            | 24           | 45     | 12     | 19     | 14     | 38     | 37     | +1 |

### Statistiche dei giocatori
| Giocatore     | Serie B  | Serie B | Serie B     | Serie B    | Coppa Italia | Coppa Italia | Coppa Italia | Coppa Italia | Totale   | Totale | Totale      | Totale     |
| Giocatore     | Presenze | Reti    | Ammonizioni | Espulsioni | Presenze     | Reti         | Ammonizioni  | Espulsioni   | Presenze | Reti   | Ammonizioni | Espulsioni |
| ------------- | -------- | ------- | ----------- | ---------- | ------------ | ------------ | ------------ | ------------ | -------- | ------ | ----------- | ---------- |
| M. Agostini   | 12       | 1       | ?           | ?          | 2            | 0            | ?            | ?            | 14       | 1      | ?           | ?          |
| G. Angelini   | 6        | 0       | ?           | ?          | 2            | 0            | ?            | ?            | 8        | 0      | ?           | ?          |
| D. Arrigoni   | 24       | 1       | ?           | ?          | 7            | 1            | ?            | ?            | 31       | 2      | ?           | ?          |
| R. Barozzi    | 30       | 2       | ?           | ?          | 4            | 0            | ?            | ?            | 34       | 2      | ?           | ?          |
| A. Bonesso    | 26       | 2       | ?           | ?          | 7            | 1            | ?            | ?            | 33       | 3      | ?           | ?          |
| R. Buriani    | 38       | 2       | ?           | ?          | 5            | 0            | ?            | ?            | 43       | 2      | ?           | ?          |
| G. Ceccarelli | 21       | 0       | ?           | ?          | 5            | 0            | ?            | ?            | 26       | 0      | ?           | ?          |
| D. Conti      | 15       | 0       | ?           | ?          | 4            | 0            | ?            | ?            | 19       | 0      | ?           | ?          |
| R. Cravero    | 33       | 2       | ?           | ?          | 4            | 0            | ?            | ?            | 37       | 2      | ?           | ?          |
| F. Cucchi     | 3        | 0       | ?           | ?          | 1            | 0            | ?            | ?            | 4        | 0      | ?           | ?          |
| A. Cuttone    | 37       | 2       | ?           | ?          | 7            | 1            | ?            | ?            | 44       | 3      | ?           | ?          |
| A. Gabriele   | 37       | 10      | ?           | ?          | 6            | 1            | ?            | ?            | 43       | 11     | ?           | ?          |
| O. Garlini    | 29       | 3       | ?           | ?          | 7            | 2            | ?            | ?            | 36       | 5      | ?           | ?          |
| A. Genzano    | 16       | 0       | ?           | ?          | 5            | 0            | ?            | ?            | 21       | 0      | ?           | ?          |
| G. Leoni      | 11       | 1       | ?           | ?          | 0            | 0            | 0            | 0            | 11       | 1      | 0+          | 0+         |
| G. Mei        | 27       | 0       | ?           | ?          | 7            | 0            | ?            | ?            | 34       | 0      | ?           | ?          |
| A. Piraccini  | 36       | 0       | ?           | ?          | 7            | 0            | ?            | ?            | 43       | 0      | ?           | ?          |
| M. Rampulla   | 38       | -33     | ?           | ?          | 7            | -4           | ?            | ?            | 45       | -37    | ?           | ?          |
| D. Sanguin    | 27       | 4       | ?           | ?          | 5            | 1            | ?            | ?            | 32       | 5      | ?           | ?          |
| D. Stallone   | 5        | 0       | ?           | ?          | 1            | 0            | ?            | ?            | 6        | 0      | ?           | ?          |